# Ophiocamax hystrix
Ophiocamax hystrix är en ormstjärneart som beskrevs av George Richard Lyman 1878. Ophiocamax hystrix ingår i släktet Ophiocamax och familjen knotterormstjärnor. Inga underarter finns listade i Catalogue of Life.